# Thành nhà Hồ
Thành nhà Hồ (hay còn gọi là thành Tây Đô, thành An Tôn, thành Tây Kinh hay thành Tây Giai) là kinh đô nước Đại Ngu (quốc hiệu của Việt Nam dưới thời nhà Hồ), nằm trên địa phận tỉnh Thanh Hóa. Đây là tòa thành kiên cố với kiến trúc độc đáo bằng đá có quy mô lớn hiếm hoi ở Việt Nam, có giá trị và độc đáo nhất, duy nhất còn lại ở tại Đông Nam Á và là một trong rất ít những thành lũy bằng đá còn lại trên thế giới. Thành được xây dựng trong thời gian ngắn, chỉ khoảng 3 tháng (từ tháng Giêng đến tháng 3 năm 1397) và cho đến nay, dù đã tồn tại hơn 6 thế kỷ nhưng một số đoạn của tòa thành này còn lại tương đối nguyên vẹn.
Ngày 27 tháng 6 năm 2011, sau 6 năm đệ trình hồ sơ, Thành nhà Hồ đã được UNESCO công nhận là di sản văn hóa thế giới, thành cũng được CNN đánh giá là một trong 21 di sản nổi bật và vĩ đại nhất thế giới. Hiện nay, nơi đây đã được thủ tướng chính phủ Việt Nam đưa vào danh sách xếp hạng 62 di tích quốc gia đặc biệt. Từ tháng 12 năm 2018 đến tháng 6 năm 2020, Quỹ Bảo tồn Văn hóa của Đại sứ Hoa Kỳ (AFCP) đã tài trợ 92,500 USD vào dự án bảo tồn Cổng Nam, Thành nhà Hồ.

## Vị trí
Thành xây trên địa phận hai thôn Tây Giai, Xuân Giai nay thuộc xã Vĩnh Tiến và thôn Đông Môn nay thuộc xã Vĩnh Long, huyện Vĩnh Lộc, tỉnh Thanh Hóa. Vị trí Thành nhà Hồ so với các trung tâm thành phố lân cận như sau:
- Cách thủ đô Hà Nội: 140 km (theo Quốc lộ 1, quốc lộ 38B, quốc lộ 12B và quốc lộ 45)
- Cách thành phố Thanh Hóa: 45 km (theo quốc lộ 45)
- Cách thành phố Tam Điệp: 42 km (theo Đại lộ Đồng Giao và quốc lộ 45)

## Đặc điểm
Thành Tây Đô được xây vào năm 1397 dưới triều Trần do quyền thần Hồ Quý Ly chỉ huy, người không lâu sau (1400) lập ra nhà Hồ. Theo sử sách, thành bắt đầu xây dựng vào mùa xuân tháng một năm Đinh Sửu niên hiệu Quang Thái thứ 10 đời vua Thuận Tông của vương triều Trần. Người quyết định chủ trương xây dựng là Hồ Quý Ly, lúc bấy giờ giữ chức Nhập nội Phụ chính Thái sư Bình chương quân quốc trọng sự, tước Tuyên Trung Vệ quốc Đại vương, cương vị Tể tướng, nắm giữ mọi quyền lực của triều đình. Người trực tiếp tổ chức và điều hành công việc kiến tạo là Thượng thư bộ Lại Thái sử lệnh Đỗ Tỉnh (có sách chép Mẫn). Hồ Quý Ly xây thành mới ở động An Tôn (nay thuộc địa phận các xã Vĩnh Long, Vĩnh Tiến, huyện Vĩnh Lộc, tỉnh Thanh Hóa), làm kinh đô mới với tên Tây Đô, nhằm buộc triều Trần dời đô vào đấy trong mục tiêu chuẩn bị phế bỏ vương triều Trần. Tháng 3 năm Canh Thân (26-3 đến 24-4-1400), vương triều Hồ thành lập (1400- 1407) và Tây Đô là kinh thành của vương triều mới, thành Thăng Long đổi tên là Đông Đô vẫn giữ vai trò quan trọng của đất nước. Vì vậy thành Tây Đô được dân gian quen gọi là Thành nhà Hồ. Thành đá được xây dựng trong một thời gian kỷ lục, chỉ chừng 3 tháng. Các cấu trúc khác như các cung điện, rồi La Thành phòng vệ bên ngoài, đàn Nam Giao... còn được tiếp tục xây dựng và hoàn thiện cho đến năm 1402.
Hổ Quý Ly từ khi nắm quyền lực của triều Trần cho đến khi sáng lập vương triều mới đã ban hành và thực thi một loạt chính sách cải cách về các mặt chính trị, kinh tế, tài chính, văn hóa, giáo dục nhằm khắc phục cuộc khủng hoảng của chế độ quân chủ cuối triều Trần, củng cố chính quyền trung ương và chuẩn bị cho cuộc kháng chiến chống Minh. Trong lịch sử chế độ quân chủ Việt Nam, Hồ Quý Ly là một nhà cải cách lớn với một hệ thống chính sách và biện pháp khá toàn diện, táo bạo. Thành nhà Hồ được xây dựng và tồn tại trong những biến động cuối thế kỷ XIV đầu thê kỷ XV, gắn liền với sự nghiệp của nhà cải cách lớn Hồ Quý Ly và vương triều Hồ.
Theo chính sử, thành được xây dựng rất khẩn trương, chỉ trong 3 tháng. 
Thành Tây Đô ở vào địa thế khá hiểm trở, có lợi thế về phòng ngự quân sự hơn là trung tâm chính trị, kinh tế và văn hoá. Vị trí xây thành đặc biệt hiểm yếu, có sông nước bao quanh, có núi non hiểm trở, vừa có ý nghĩa chiến lược phòng thủ, vừa phát huy được ưu thế giao thông thủy bộ. Như mọi thành quách bấy giờ, thành bao gồm thành nội và thành ngoại. Thành ngoại được đắp bằng đất với khối lượng gần 100.000 mét khối, trên trồng tre gai dày đặc cùng với một vùng hào sâu có bề mặt rộng gần tới 50m bao quanh.

Toàn cảnh di sản văn hóa thế giới Thành Nhà Hồ

Bên trong thành ngoại là thành nội có mặt bằng hình chữ nhật chiều Bắc - Nam dài 870,5m, chiều Đông - Tây dài 883,5m. Mặt ngoài của thành nội ghép thẳng đứng bằng đá khối kích thước trung bình 2 m x một m x 0,70 m, mặt trong đắp đất. Bốn cổng thành theo chính hướng Nam - Bắc - Tây - Đông gọi là các cổng tiền - hậu - tả - hữu (Cửa Tiền hay còn gọi là Cửa Nam, Cửa Hậu còn gọi là Cửa Bắc, cửa Đông Môn và cửa Tây Giai). Các cổng đều xây kiểu vòm cuốn, đá xếp múi bưởi, trong đó to nhất là cửa chính Nam, gồm 3 cửa cuốn dài 33,8 m, cao 9,5 m, rộng 15,17 m. Các phiến đá xây đặc biệt lớn (dài tới 7 m, cao 1,5 m, nặng chừng 15 tấn).
Các cung điện, dinh thự trong khu vực thành đã bị phá huỷ, di tích còn lại hiện nay là 4 cổng thành bằng đá cuốn vòm, tường thành và đặc biệt là Di tích Đàn tế Nam Giao còn khá nguyên vẹn. Trong các phế tích đáng chú ý có nền chính điện chạm một đôi tượng rồng đá rất đẹp dài 3,62 m.
Thành Tây Đô thể hiện một trình độ rất cao về kĩ thuật xây vòm đá thời bấy giờ. Những phiến đá nặng từ 10 đến 20 tấn được nâng lên cao, ghép với nhau một cách tự nhiên, hoàn toàn không có bất cứ một chất kết dính nào. Trải qua hơn 600 năm, những bức tường thành vẫn đứng vững.
Được xây dựng và gắn chặt với một giai đoạn đầy biến động của xã hội Việt Nam, với những cải cách của vương triều Hồ và tư tưởng chủ động bảo vệ nền độc lập dân tộc, Thành Nhà Hồ còn là dấu ấn văn hóa nổi bật của một nền văn minh tồn tại tuy không dài, nhưng luôn được sử sách đánh giá cao.

## Kích thước
Mặc dù thành Tây Đô, với bốn bức tường và cổng thành còn lại tương đối nguyên vẹn, sẽ là rất đơn giản trong việc xác định về cấu trúc toà thành, nhưng các công trình nghiên cứu trước nay đều đưa ra các số liệu khác nhau về kích thước tường thành, cổng thành và do đó, việc nhận định về cấu trúc toà thành vẫn chưa thống nhất.

### Theo các tài liệu
Theo Đại Nam nhất thống chí cho biết: Thành Tây Đô mỗi mặt dài 120 trượng (1 trượng tương đương 4m), cao một trượng 2 thước và trong thành nay là ruộng ước chừng hơn 300 mẫu. (Theo số liệu này thì thành Tây Đô có cấu trúc hình vuông, mỗi cạnh khoảng 480 m).
Trong Thanh Hoá Vĩnh Lộc huyện chí của Lưu Công Đạo lại đưa ra số liệu: Thành Tây Đô vuông, mỗi mặt thành dài 424 tầm (một tầm khoảng 2m).
Trong Lịch triều hiến chương loại chí ghi: Thành rộng ước hơn 300 mẫu, đường đi lối ngang lối dọc đều lát đá hoa, móng thành bốn mặt đều xây đá xanh, từ mặt đất trở lên xây gạch, vuông vắn dày dặn rất bền...
Theo học giả L. Bezacier thì thành xây dựng trên một đồ án hình vuông mỗi chiều dài 500m.
Trong các sách: Thành cổ Việt Nam; Hồ Quý Ly; Lịch sử Thanh Hoá; Khảo cổ học Việt Nam đều khẳng định: Thành nhà Hồ có mặt bằng hình chữ nhật, chiều dài 900m, chiều rộng 700m.
Trong Đại cương Lịch sử Việt Nam (tập 1, xuất bản năm 2000), lại ghi thành Tây Đô là một hình vuông, mỗi cạnh dài 500m.

### Theo số liệu đo đạc
Năm 2005, đoàn khảo sát Nhật Bản đã dùng máy móc hiện đại đo đạc rồi công bố số liệu như sau: Cạnh Nam: 877,1m; Cạnh Bắc:877,0m; Cạnh Đông: 879,3m; Cạnh Tây: 880m. Như vậy chúng có độ lớn vào khoảng 877m cạnh Đông Tây và 880m cạnh Nam Bắc. Chúng gần như một hình vuông chỉ có điều chiều Nam Bắc dài hơn chiều Đông Tây khoảng 3m. Tuy nhiên dù đã đưa ra con số chính xác nhưng các chuyên gia Nhật Bản lại không cho biết quy tắc đo.
Theo số liệu của tổ Lịch sử Trường Đại Học Hồng Đức trực tiếp đo bằng phương pháp thủ công thì: Chiều Nam Bắc dài 860m (tính từ mép trong theo trục Nam Bắc). Chiều Đông Tây dài 863m (tính từ mép trong theo trục Đông Tây). Nếu tính theo mép ngoài cổng thành thì: Chiều Đông Tây là 883,5m; chiều Nam Bắc là 870,5m (độ chênh lệch lớn hơn 13m)

## Kết cấu

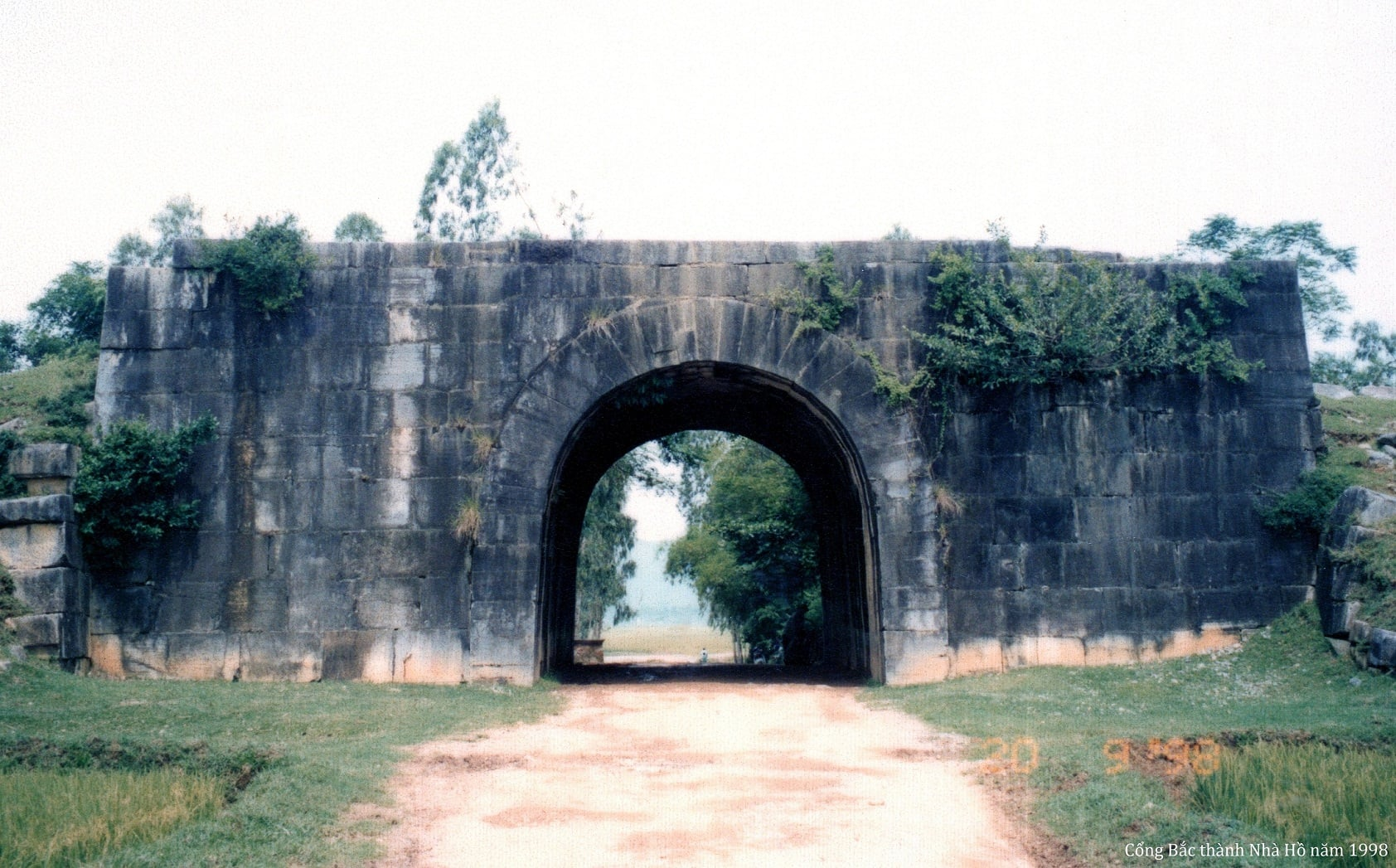
Cổng Bắc thành nhà Hồ - chụp năm 1998

Thành hình gần vuông, mỗi cạnh trên dưới 800m và chu vi trên 3,5 km. Thành phía ngoài xây bằng đá, bên trong xây bằng đất đầm nện chắc, mở bốn cửa theo bốn hướng Nam, Bắc, Đông, Tây. Tường thành đá bên ngoài xây bằng những khối đá nặng trung bình 10-16 tấn, có khối nặng đến trên 26 tấn, được đẽo gọt khá vuông vắn và lắp ghép theo hình chữ công (I) tạo nên sự liên kết kiên cố. Đất đắp bên trong thoai thoải dần. Thành qua thời gian trên 6 thế kỷ đã bị bào mòn và có chỗ bị sạt lở, nhưng di tích tường thành chỗ còn lại vẫn dày khoảng 4-6m, chân thành rộng khoảng trên 20m. Bốn cửa thành xây theo kiểu vòm cuốn, bằng đá, riêng cửa Nam là cửa chính có ba cổng ra vào, dài trên 34m, cao hơn 10m. Hào bao quanh thành cho đến nay vẫn còn có đoạn rộng khoảng 10-20m và La thành bảo vệ vòng ngoài. Theo sử liệu, trên thành còn xây tường bằng gạch mà khảo cổ học đã phát hiện khá nhiều, trên nhiều viên gạch còn khắc tên đơn vị các làng xã được điều động về xây thành. Ngoài ra còn nhiều kiến trúc khác, trong đó đàn Nam Giao xây trên sườn phía Tây Nam núi Đốn Sơn bằng đá quy mô khá lớn. Hiện các kiến trúc cung điện, tường gạch bên trên thành cùng các bộ phận bằng gạch, gỗ bị sụp đổ, hủy hoại và tòa thành cũng không tránh khỏi có phần bị sạt lở, nhưng gần như tổng thể kiến trúc bằng đá vẫn tồn tại.

## Khu di tích thành nhà Hồ
Khu di tích thành nhà Hồ với trung tâm là thành nhà Hồ, nằm ở phía tây huyện Vĩnh Lộc, Thanh Hóa, gần quốc lộ 45. Khu di tích này nằm giữa sông Mã và sông Bưởi, thuộc địa giới hành chính các xã Vĩnh Tiến, Vĩnh Thành, Vĩnh Long, Vĩnh Yên, Vĩnh Quang, Ninh Khang, thị trấn Vĩnh Lộc, một phần xã Vĩnh Phúc (huyện Vĩnh Lộc) và một phần xã Thạch Long (huyện Thạch Thành). Ngoài thành nhà Hồ, được gọi là thành trong, khu di tích này có:

### Tường thành và Hào thành
Từ bên ngoài, có thể thấy toàn bộ các bức tường của tòa thành được xây bằng các khối đá khổng lồ có hình khối chữ nhật hoặc gần vuông, xếp không trùng mạch theo hình chữ Công "I". Trên thực tế, tường thành được cấu tạo bởi ba lớp gắn kết chặt chẽ với nhau bằng một kỹ thuật xây dựng đặc biệt:
Lớp ngoài: tường thành được xây dựng bằng "những khối đá vôi to lớn, được đẽo gọt và ghép một cách tài tình"(13). Tất cả các khối đá xây được đẽo gọt công phu thành các khối vuông thành sắc cạnh, với kích thước trung bình 2,2 x 1,5 x 1,2m, đặc biệt có khối có kích thước tới 4,2 x 1,7 x 1,5m và 5,1 x một x 1,2m. Những khối đá lớn nhất nặng tới khoảng 26,7 tấn.
Đại Việt sử ký toàn thư cũng cho biết, năm Tân Tỵ (1401) "Hán Thương hạ lệnh cho các lộ nung gạch để dùng vào việc xây thành. Trước đây xây thành Tây Đô, tải nhiều đá tới xây, ít lâu sau lại bị sụp đổ, đến đây mới xây trên bằng gạch, dưới bằng đá"(14). Đến nay, qua nghiên cứu sưu tầm, Trung tâm Bảo tồn Di sản Thành Nhà Hồ đã phát hiện có 294 địa danh hành chính trong cả nước đóng góp xây dựng Thành Nhà Hồ.
Để hoàn chỉnh công trình này, con số ước tính hơn 100,000m3 đất đã được đào đắp, hơn 20,000m3 đá, trong đó có nhiều khối đá nặng trên 20 tấn đã được khai thác, vận chuyển và lắp đặt.
Bao quanh các bức tường thành đồ sộ là hệ thống hào thành, như thường thấy ở các tòa thành Đông Á. Ngày nay, nhiều phần của hào thành đã bị lấp cạn. Tuy nhiên, vẫn có thể nhận thấy rất rõ dấu tích của hào thành ở bốn phía với chiều rộng trung bình 50m.

### La Thành
Bao quanh toàn bộ tòa thành đá và hào thành là La Thành.
Đại Việt sử ký toàn thư cho biết Hồ Quý Ly "sai Trần Ninh đốc suất người phủ Thanh Hóa trồng tre gai ở phía Tây thành, phía Nam từ Đốn Sơn, phía Bắc từ An Tôn đến tận cửa Bào Đàm, phía Tây từ chợ Khả Lãng ở Vực Sơn đến sông Lỗi Giang (sông Mã), vây quanh làm tòa thành lớn bọc phía ngoài. Dân chúng ai lấy trộm măng thì bị xử tử".
Đại Nam nhất thống chí chép: "phía ngoài thành lại đắp đất làm La Thành, phía tả từ tổng Cổ Biện, phía Đông qua các xã Bút Sơn và Cổ Điệp ven theo sông Bảo (nay là sông Bưởi) chạy về núi Đốn Sơn, phía hữu từ tổng Quan Hoàng, huyện Cẩm Thủy theo ven sông Mã chạy về Đông thẳng đến núi Yên Tôn mấy vạn trượng" (Đại Nam nhất thống chí 2006: 313 - 314).
La Thành hiện còn là một tòa thành đất cao khoảng 6m, mặt cắt dạng hình thang với bề mặt rộng 9,20m, chân thành rộng khoảng 37m. Mặt ngoài dốc đứng, phía trong thoai thoải kiểu bậc thang, mỗi bậc cao 1,50m, một số vị trí có trộn thêm sạn sỏi gia cố.
Kết quả thám sát năm 2010 ở khu vực thôn Xuân Áng, xã Vĩnh Long cho thấy, đất đắp La Thành bằng các loại đất sét màu vàng, màu xám hoặc xám xanh có lẫn các đá sạn laterít.

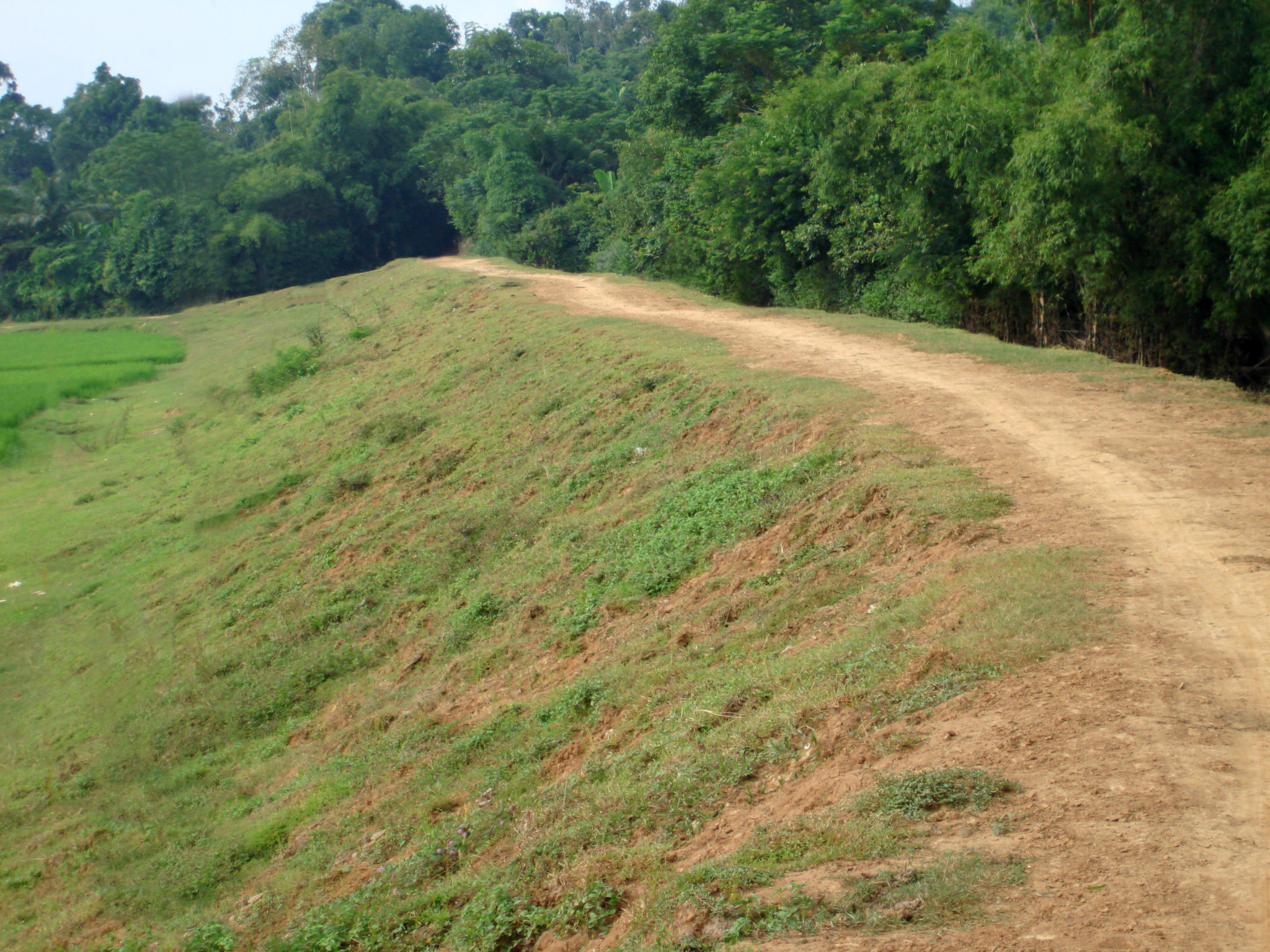
Một đoạn La thành - Thành Nhà Hồ

Toàn bộ La Thành được đào đắp dựa theo địa hình tự nhiên, có đoạn thì nối liền với núi đá, lấy núi đá làm bức tường thành thiên nhiên hùng vĩ, có đoạn thì nương theo các dòng sông.
Ngày nay, trên thực địa, La Thành vẫn còn dấu vết từ núi Đốn Sơn (xã Vĩnh Thành) đến núi Hắc Khuyển (xã Vĩnh Long), các núi Xuân Đài, Trác Phong, Tiến Sỹ (xã Vĩnh Ninh), núi Kim Ngọ (xã Vĩnh Tiến), núi Ngưu Ngọa, núi Voi (Xã Vĩnh Quang). Trong đó có những đoạn là đê của sông Bưởi và sông Mã (hình 50-52).
Sự kiên cố, cấu trúc lũy thành với mặt ngoài thẳng đứng trong thoai thoải cho thấy rõ tính chất phòng vệ quân sự của La Thành. Mặt khác La Thành cũng triệt để nối các quả núi tự nhiên như núi Voi, núi Đốn, nhiều đoạn chạy theo thế uốn của sông Bưởi và sông Mã mang thêm chức năng là đê phòng lũ lụt cho toàn bộ kinh thành. Đây cũng là truyền thống đắp thành của người Việt đã từng hiện diện ở các di tích như thành Cổ Loa (Hà Nội) thế kỷ 3 trước CN, thành Hoa Lư (Ninh Bình) thế kỷ 10, thành Thăng Long thể kỷ 11 – 18.
Nhiều đoạn La Thành trải qua 6 thế kỷ vẫn còn khá nguyên vẹn với các lũy tre trải dài bát ngát, tương truyền cũng là dấu tích lâu đời gợi nhớ đến việc nhà Hồ cho trồng tre gai bảo vệ kinh thành cuối thế kỷ 14.

### Đàn Nam Giao
Ở phía Nam kinh thành, trong các năm 2006 – 2010, khảo cổ học đã tập trung nghiên cứu khu di tích đàn tế Nam Giao.
 Đại Việt sử ký toàn thư chép năm Nhâm Ngọ (1402):"Tháng 8, Hán Thương sai đắp đàn Giao ở núi Đốn Sơn để làm lễ tế Giao. Đại xá" (Đại Việt sử ký toàn thư 1998a: 203). 
Đại Việt sử ký toàn thư ghi chép việc xây dựng đàn tế Nam Giao năm 1402. Khâm định Việt sử thông giám cương mục thời Nguyễn cũng chép: "Đến nay Hán Thương mới đắp đàn Giao ở Đốn Sơn, chọn ngày lành, đi xe Vân Long ra cửa Nam thành, trăm quan và cung tần, mệnh phụ theo thứ tự đi sau v.v..." (Việt sử thông giám cương mục 1960:40).
Trong các nghi lễ của các kinh đô phương Đông cổ truyền, đàn Nam Giao và nghi thức tế lễ Nam Giao hàng năm của các vương triều là một bộ phận văn hóa tinh thần quan trọng vào bậc nhất nhằm cầu mong cho đất nước thịnh trị, vương triều trường tồn.
 Bởi vậy, trong việc kiến thiết kinh đô, [[nhà Hồ]] đặc biệt chú trọng tới việc xây dựng đàn tế Nam Giao. Đàn tế được xây dựng ở phía Nam Thành Nhà Hồ, phía trong La Thành, dựa theo sườn Tây Nam núi Đốn Sơn.
Dấu tích kiến trúc đàn tế đã xuất lộ chạy theo hướng Bắc – Nam là 250m, hướng Đông – Tây là 150m với tổng diện tích 35.000m2.
 Đàn được chia làm nhiều tầng giật cấp cao dần lên, trong đó tầng đàn trung tâm cao 21,70m so với mực nước biển, chân đàn có độ cao khoảng 10,50m so với mực nước biển. Hiện nay, bước đầu đã khai quật được khoảng 15.000m2 và phát lộ được cấu trúc tổng thể của phần đàn trung tâm bao gồm 3 vòng tường đàn bao bọc lẫn nhau.
+ Vòng đàn ngoài cùng đã xuất lộ một phần dài 145m, rộng 113m có hai đầu lượn tròn.
+ Vòng đàn giữa gần hình vuông 65m x 65m.
 + Vòng đàn trong cùng hình đa giác (60,60m x 52m) có hai cạnh trên vát chéo.
Toàn bộ 3 vòng đàn trên đây ôm trọn toàn bộ nền đàn tế hình chữ nhật 23,60m x 17m. Trong lòng nền đàn có dấu tích đàn tế hình tròn (Viên đàn), đường kính 4,75m.

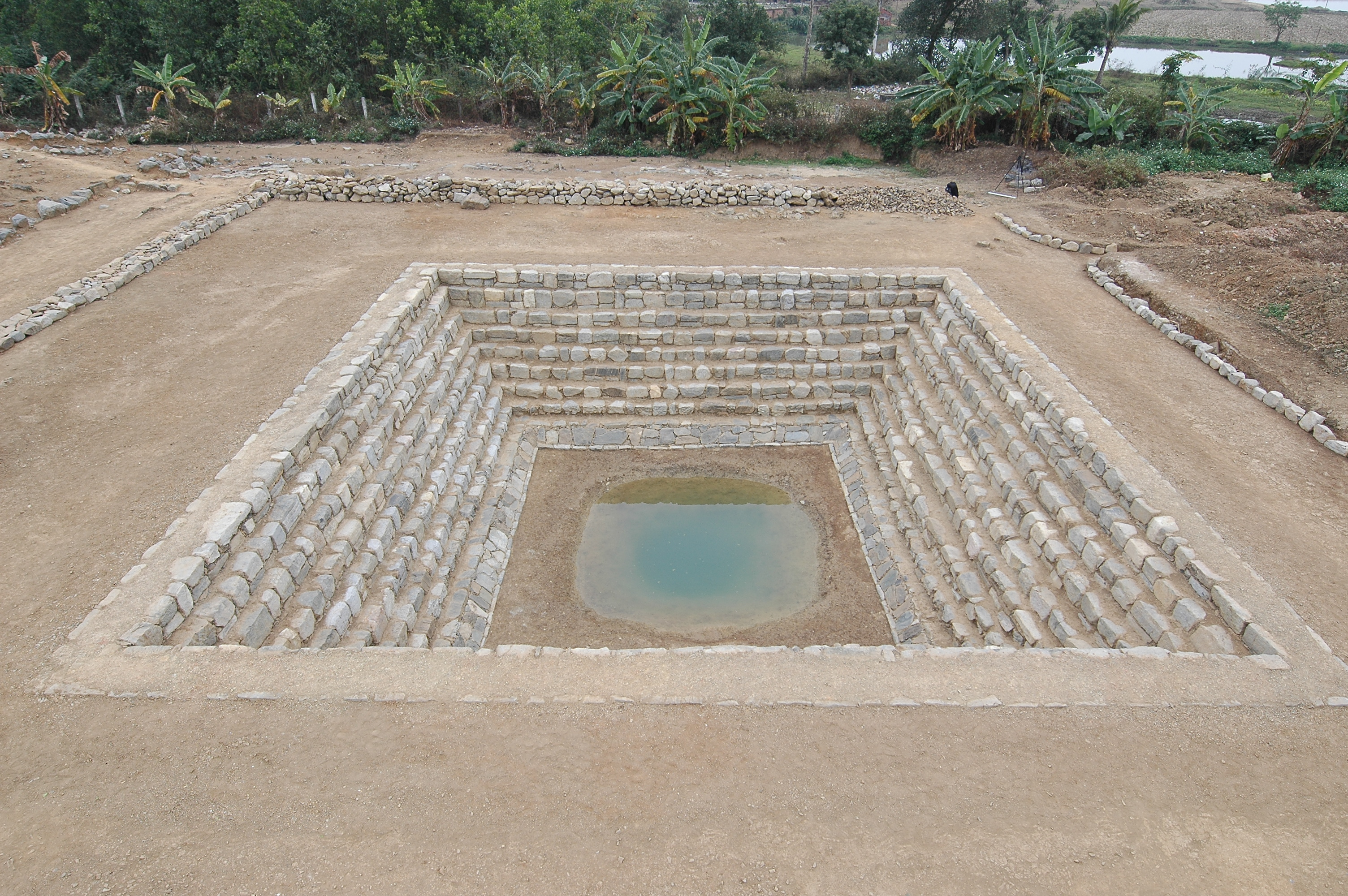
Giếng Vua, Nam Giao - Thành Nhà Hồ

Nền đàn được đầm nện bằng các loại đá dăm núi, móng tường đàn và tường đàn được xây dựng bằng các loại đá xanh và gạch ở hai bên, ở giữa nhồi đất. Tường đàn có mái lợp các loại ngói mũi sen, ngói mũi lá và ngói âm dương. Mặt nền đàn được lát bằng loại gạch vuông cỡ lớn. Các đường đi trong đàn được lát đá.
Trong khu vực đàn tế còn tìm thấy dấu tích của hàng chục nền móng của các kiến trúc phụ, 5 cửa, dấu tích đường đi và dấu tích của 10 cống nước được xây dựng và bố trí hết sức khoa học nhằm đảm bảo cho việc tiêu thoát nước cho một công trình kiến trúc có diện tích rộng hàng chục nghìn mét vuông.

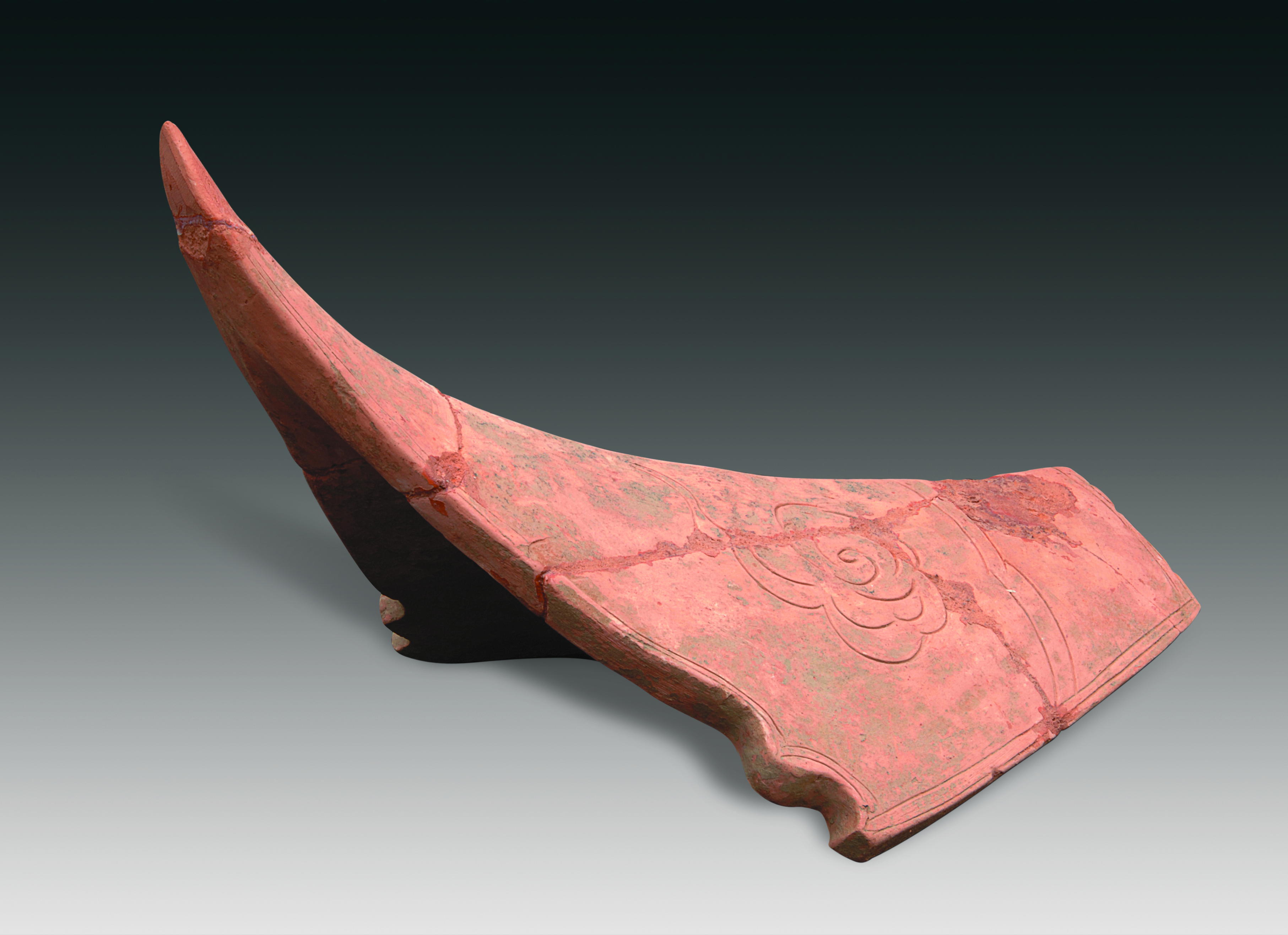
Ngói đầu đao - Thành Nhà Hồ

Góc Đông Nam đã tìm thấy một giếng nước lớn có cấu trúc 2 phần: phần thành giếng được xây bằng các khối đá có mặt bằng hình vuông (13m x 13m) có bậc đi xuống nhỏ giật vào trong lòng theo lối "thượng thách hạ thu", phần lòng giếng hình tròn, mặt cắt hình phễu, phần miệng tròn có đường kính khoảng 6,50m, độ sâu tính từ miệng giếng vuông 4,90m (hình 138-151).
Với tổng diện tích trên 35.000m2, có thể nói Nam Giao là một kiến trúc đàn tế khá hoành tráng trong tổng thể khu di tích Thành Nhà Hồ. Không những thế, qua những di vật còn lại, chúng ta còn thấy Nam Giao cũng được trang trí khá độc đáo ở trên các kiến trúc có mái. Đó là thành bậc đá chạm sấu thần, tượng đầu chim phượng, uyên ương, hệ thống lá đề, hệ thống gạch trang trí chạm rồng, hoa cúc. nhiều mô típ cho thấy có sự ảnh hưởng mạnh mẽ của nghệ thuật Phật giáo trong trang trí Nam Giao. Trong thời đại hạn chế Phật giáo thì đây cũng là điều hết sức đáng lưu ý của di tích đàn tế Nam Giao nói riêng và nghệ thuật thời Hồ nói chung (hình 161-171).
Thêm vào đó, các phần núi non phía sau đàn đều được lưu giữ khá nguyên vẹn kết hợp hài hòa với các thành phần kiến trúc đàn tế, làm tăng thêm vẻ đẹp, tính hấp dẫn riêng có của đàn tế Nam Giao Thành Nhà Hồ.

### Đền thờ nàng Bình Khương
Thuộc địa phận thôn Đông Môn, xã Vĩnh Long, nằm sát tường phía Đông của thành trong Thành Nhà Hồ. Đền là nơi thờ nàng Bình Khương phu nhân của Cống sinh Trần Công Sỹ, một trong những người chỉ huy xây dựng tường thành phía đông của thành Tây Đô.
Đền có diện tích 600m2, kiến trúc gồm tiền đường và hậu cung. Hiện nay trong đền còn lưu giữ nhiều hiện vật có giá trị như: Phiến đá – kiêm thần vị thờ nàng Bình Khương, bia đá dựng năm Thành Thái thứ 15 (1903) do Vương Duy Trinh soạn ghi sự tích Bình Khương và Cống Sinh; bia đá dựng năm Thành Thái thứ 15 (1903) do Phan Hữu Nguyên soạn ghi nội dung ca tụng Bình Khương và bia trùng tu miếu Bình Khương dựng năm Bảo Đại thứ 5 (1930).
Đền được xếp hạng là di tích lịch sử văn hoá cấp tỉnh năm 1995.

### Đình Đông Môn
Nằm cách cổng Đông Thành Nhà Hồ khoảng 150m về phía Đông, thuộc làng Đông Môn, xã Vĩnh Long. Đây là ngôi đình lớn, niên đại thời Nguyễn (thế kỷ 19), và có giá trị nghệ thuật cao. Tại ngôi đình còn lưu giữ một số hiện vật liên quan đến di tích Thành Nhà Hồ và nhiều sinh hoạt truyền thống gắn với ngôi làng cổ của kinh đô xưa. Từ năm 2007 đến năm 2009 đình được trùng tu, tôn tạo.
 Đình được xếp hạng di tích lịch sử kiến trúc cấp tỉnh năm 1992. 
- Nhà cổ:

Nhà cổ gia đình ông Phạm Ngọc Tùng: Thuộc làng Tây Giai, xã Vĩnh Tiến, cách cổng Tây Thành Nhà Hồ 200m về phía Tây. Ngôi nhà này được xây dựng năm 1810, về mặt kiến trúc nhà cổ đã được UNESCO công nhận là một trong 10 nhà cổ dân gian tiêu biểu nhất của Việt Nam. Năm 2002 tổ chức JICA của Nhật Bản đầu tư kinh phí nghiên cứu, bảo tồn, trùng tu di tích này.
Ngoài nhà cổ ông Phạm Ngọc Tùng, trong các làng cổ ở khu vực đệm còn bảo tồn rất nhiều các nhà cổ truyền thống (hiện là nhà ở của nhân dân), có niên đại thế kỷ 19 - đầu thế kỷ 20.
- Đền Tam Tổng:

Thuộc địa phận làng Xuân Giai, xã Vĩnh Tiến, cách Thành Nhà Hồ khoảng 400m về phía Nam. Sau Hội thề Đốn Sơn (1399), Trần Khát Chân mất, nhân dân nhiều nơi thương tiếc lập đền thờ ông. Ba tổng: Bỉnh Bút, Cao Mật, Hồ Nam thuộc huyện Vĩnh Lộc xưa tôn ông làm Thành hoàng chung. Hàng năm lễ lội đền Tam Tổng diễn ra vào ngày 24/4 Âm lịch, có nhiều trò diễn mô tả văn hoá truyền thống của vùng đất kinh đô xưa.

 Khu vực đền có diện tích 1500m2, lần trùng tu, tôn tạo gần đây nhất là năm 2005.

 Đền được xếp hạng là di tích lịch sử văn hoá cấp tỉnh năm 1992. 
- Hồ Mỹ Đàm:

Mau An Tôn còn có tên khác là Hồ Mỹ Đàm, Hồ Mỹ Xuyên hay Mau Rẹ hiện thuộc cánh đồng làng Mỹ Xuyên và làng Phú Yên, xã Vĩnh Yên, cách Thành Nhà Hồ khoảng 1,5km về hướng Tây Bắc. Theo truyền thuyết hồ chính là đoạn sông đào của nhà Hồ với mục đích mở đường thủy nối liền giữa thành Tây Đô với sông Mã. Ngày nay mau còn bảo tồn chiều dài khoảng 2km, rộng 100m với nhiều loài sinh vật độc đáo nổi tiếng của vùng đất cố đô. 
- Hang Nàng và núi An Tôn:

Hang Nàng nằm trên núi An Tôn thuộc làng Yên Tôn Thượng, xã Vĩnh Yên, cách Thành Nhà Hồ khoảng 2,5 km về hướng Tây Bắc. Hang còn có tên gọi là động Ngọc Thanh, nằm ở độ cao khoảng 20m so với đồng bằng. Theo truyền thuyết hang là nơi Hồ Quý Ly giam giữ vua Trần Thiếu đế và hai nàng hầu. 
Núi An Tôn thuộc địa phận xã Vĩnh Yên (vào thời Trần có tên là động An Tôn), cách Thành Nhà Hồ khoảng 2km về phía Tây. Núi có hai đỉnh cao nhất là 122m và 114m so với mực nước biển. Nhiều giả thuyết và tư liệu cho biết đá xây dựng Thành Nhà Hồ được khai thác tại dãy núi này. 
- Chùa Giáng:

Có tên chữ là Tường Vân tự, thuộc xã Vĩnh Thành, cách Thành Nhà Hồ khoảng 2,5 km về phía Đông Nam. Chùa được xây dựng dưới chân núi Đốn Sơn vào thời vua Trần Duệ Tông (1372 - 1377). Tổng thể kiến trúc chùa hiện khoảng 2ha, bao gồm các dãy nhà riêng biệt nằm trên 2 tầng thế đất khác nhau, đó là: Nhà Tứ Ân, nhà Phật điện, nhà Mẫu, nhà Điêu túc.
Chùa được xếp hạng là di tích lịch sử văn hoá Quốc gia năm 2009. 
- Đền thờ Trần Khát Chân:

Thuộc địa phận thôn Cao Mật, xã Vĩnh Thành, cách Thành Nhà Hồ khoảng 2,5km về phía Đông Nam.

 Đền được xây dựng ở sườn Đông Bắc núi Đốn Sơn vào thế kỷ 16, thờ Đức Thánh Lưỡng - Thượng tướng Trần Khát Chân, vị tướng có nhiều công lao đánh giặc dưới thời nhà Trần và có công xây dựng kinh thành Tây Đô (thời Hồ). Ngày nay, di tích vẫn còn giữ được nhiều văn bản Hán Nôm cổ (hơn 20 bản sắc phong, các hoành phi, câu đối) và các đồ thờ bằng gỗ đặc biệt có giá trị.

 Đền được xếp hạng là di tích lịch sử văn hoá và kiến trúc nghệ thuật cấp Quốc gia năm 2001. 

- Chùa Du Anh:

Có tên gọi khác là chùa Thông, được xây dựng dưới chân lèn đá phía Tây núi Xuân Đài, cách Thành Nhà Hồ khoảng 4,5km về phía Tây Nam thuộc địa phận xã Vĩnh Ninh.

 Tương truyền công chúa Du Anh (thời Trần) đi du ngoạn, thấy cảnh núi sông nơi đây hữu tình đã cho xây dựng chùa vào năm 1270 và lấy tên mình để đặt tên chùa. Hiện nay, trong chùa còn lưu giữ nhiều hiện vật có giá trị thời Trần (thế kỷ 14) như: Sư tử đá, nghê đá, voi đá. Đặc biệt là bia đá 4 mặt được tạc từ đá gốc nguyên khối do trạng Bùng Phùng Khắc Khoan soạn văn bia ghi việc trùng tu chùa năm 1606 đời vua Lê Kính Tông.

 Chùa được xếp hạng là di tích lịch sử văn hoá Quốc gia năm 2009. 
- Động Hồ Công:

Nằm trên núi Xuân Đài, xã Vĩnh Ninh, cách Thành Nhà Hồ khoảng 4,5km về hướng Tây Nam. Tương truyền động Hồ Công chính là nơi luyện thuốc tu tiên của thầy trò Hồ Công và Đồng Tử. Cảnh sắc núi sông hòa quyện, hang động kỳ ảo nên từ xưa động được mệnh danh là "Nam thiên tam thập lục động, Hồ Công đệ nhất" (Ba mươi sáu động của nước Nam, động Hồ Công là nhất). Động nằm ở độ cao khoảng 50m - 60m so với đồng bằng. Nhiều bậc tao nhân trong lịch sử đã đến tham quan và đề thơ ca ngợi cảnh đẹp nơi đây, trong đó tiêu biểu như vua Lê Thánh Tông, Lê Hiến Tông và Tĩnh Vương Trịnh Sâm…Hiện còn khoảng hai mươi di văn Hán khắc trên vách động. Đây là một di sản văn hoá vô cùng quý giá góp phần tạo nên một "Hồ Công đệ nhất".

## Vấn đề công nhận và bảo tồn

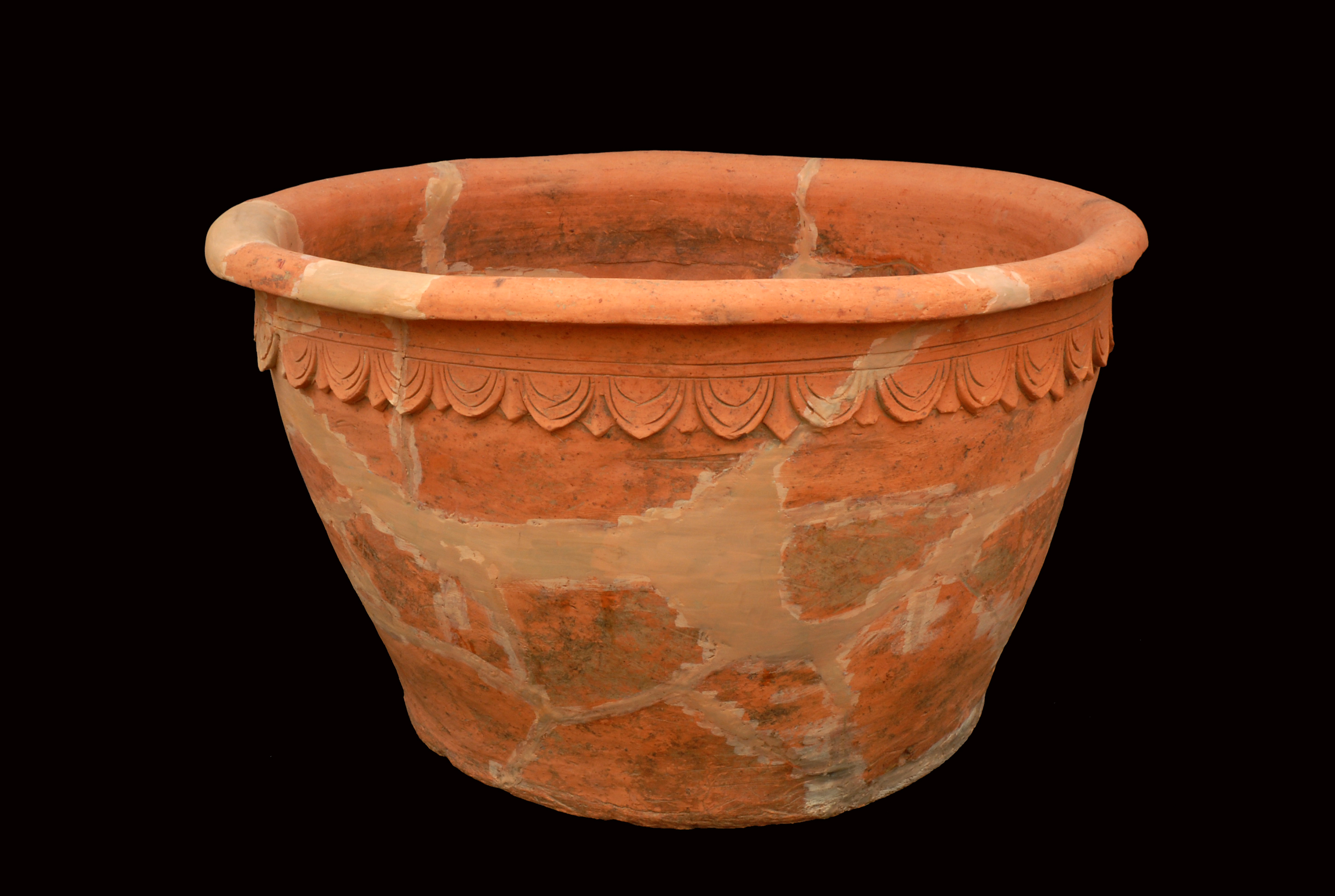
Thống đất nung - Thành Nhà Hồ

Thành nhà Hồ đã được xếp hạng di tích quốc gia từ năm 1962. Mặc dù có nhiều dự án tôn tạo nhưng vẫn chưa được triển khai và thiếu công tác nghiên cứu cơ bản, các cổ vật đang bị phân tán và tòa thành bị tôn tạo "không đúng cách".
Tháng 6 năm 2011, thành Tây Đô đã được Tổ chức Văn hóa, Khoa học và Giáo dục Liên Hợp Quốc (UNESCO) công nhận là Di sản văn hóa thế giới. Đây là Di sản văn hóa thế giới thứ năm của Việt Nam sau phố cổ Hội An, cố đô Huế, thánh địa Mỹ Sơn, và Hoàng thành Thăng Long.
Tháng 10 năm 2018, Quỹ Bảo tồn Văn hóa của Đại sứ Hoa Kỳ (AFCP) đã thông qua khoản tài trợ trị giá 92,500 USD để bảo tồn Cổng Nam, công trình quan trọng nhất còn lại của Thành Nhà Hồ nhưng cũng là phần bị hư hại nghiêm trọng nhất. Dự án nhằm bảo tồn phiến đá phía Tây của Cổng Nam, đồng thời duy tu Cổng Nam, chống lại tác động của khí hậu và gìn giữ vẻ đẹp của Thành nhà Hồ. Dự án bắt đầu từ tháng 12 năm 2018, dưới sự giám sát của chuyên gia bảo tồn di sản người Thụy Sĩ gốc Việt Vũ Nam Sơn và Trung tâm quản lý di sản Thành Nhà Hồ, đến cuối tháng 6 năm 2020 thì hoàn thành.

## Hình ảnh

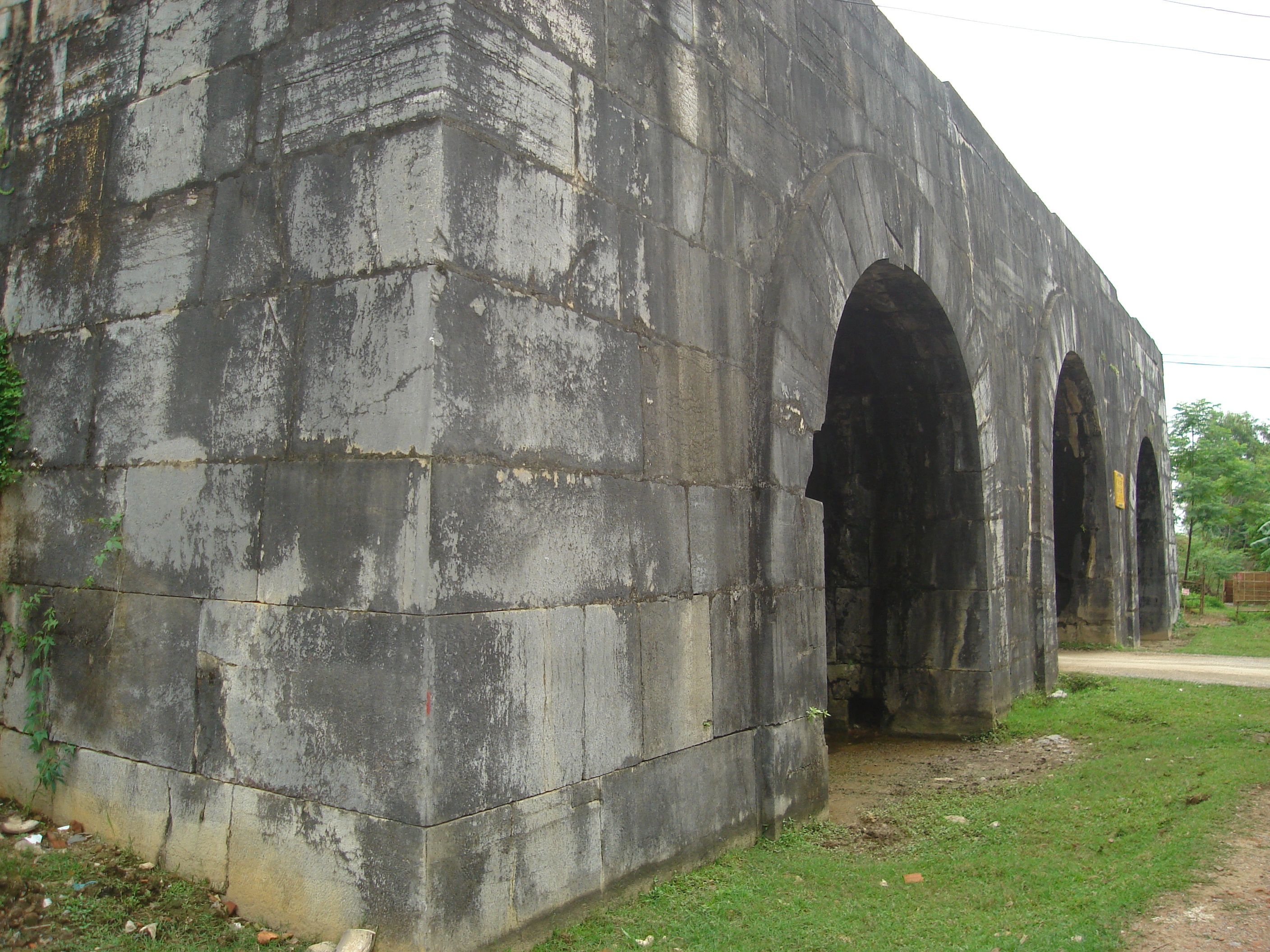
Cổng Tiền (Cổng Nam)
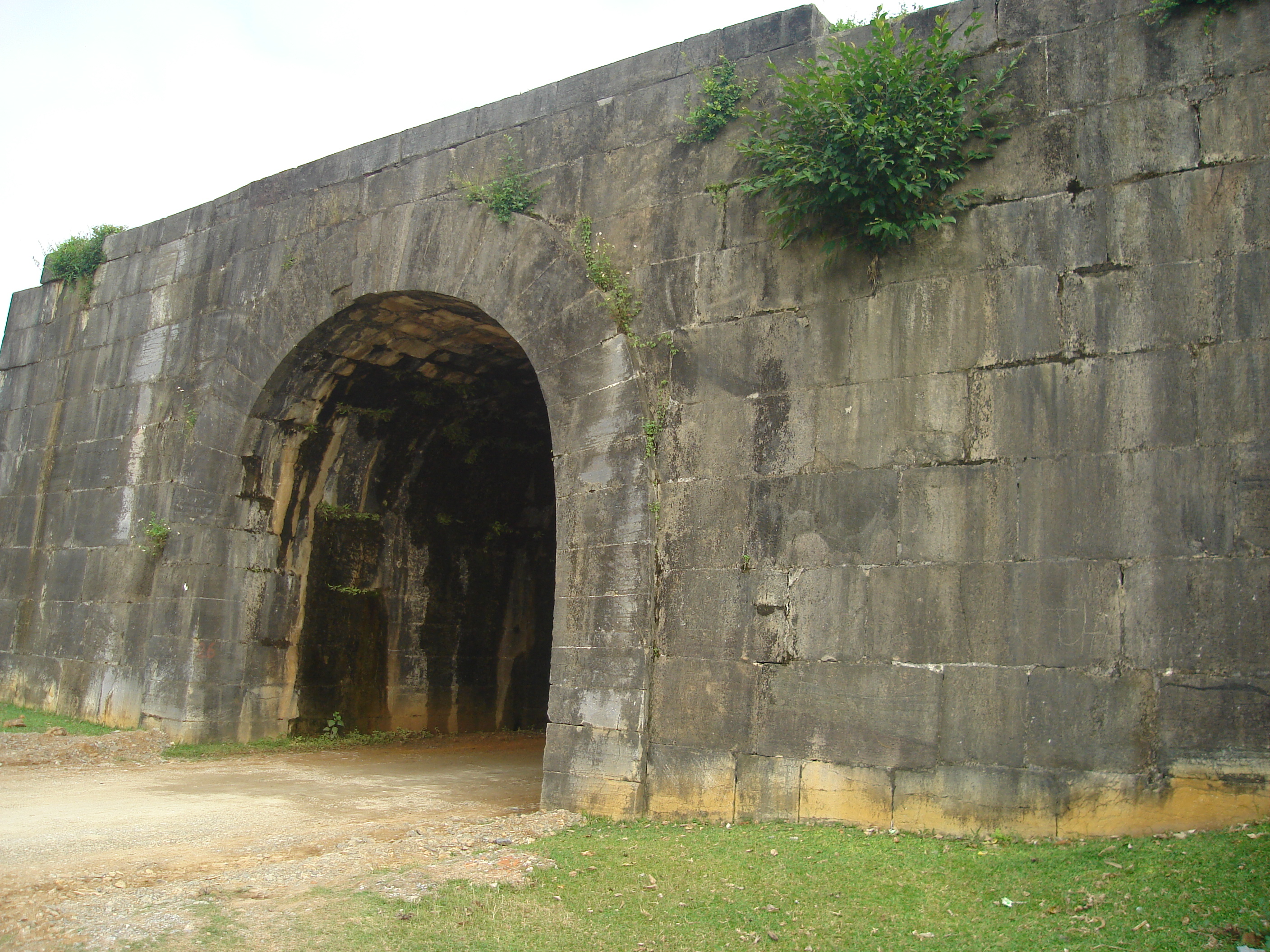
Cổng Hậu (Cổng Bắc)
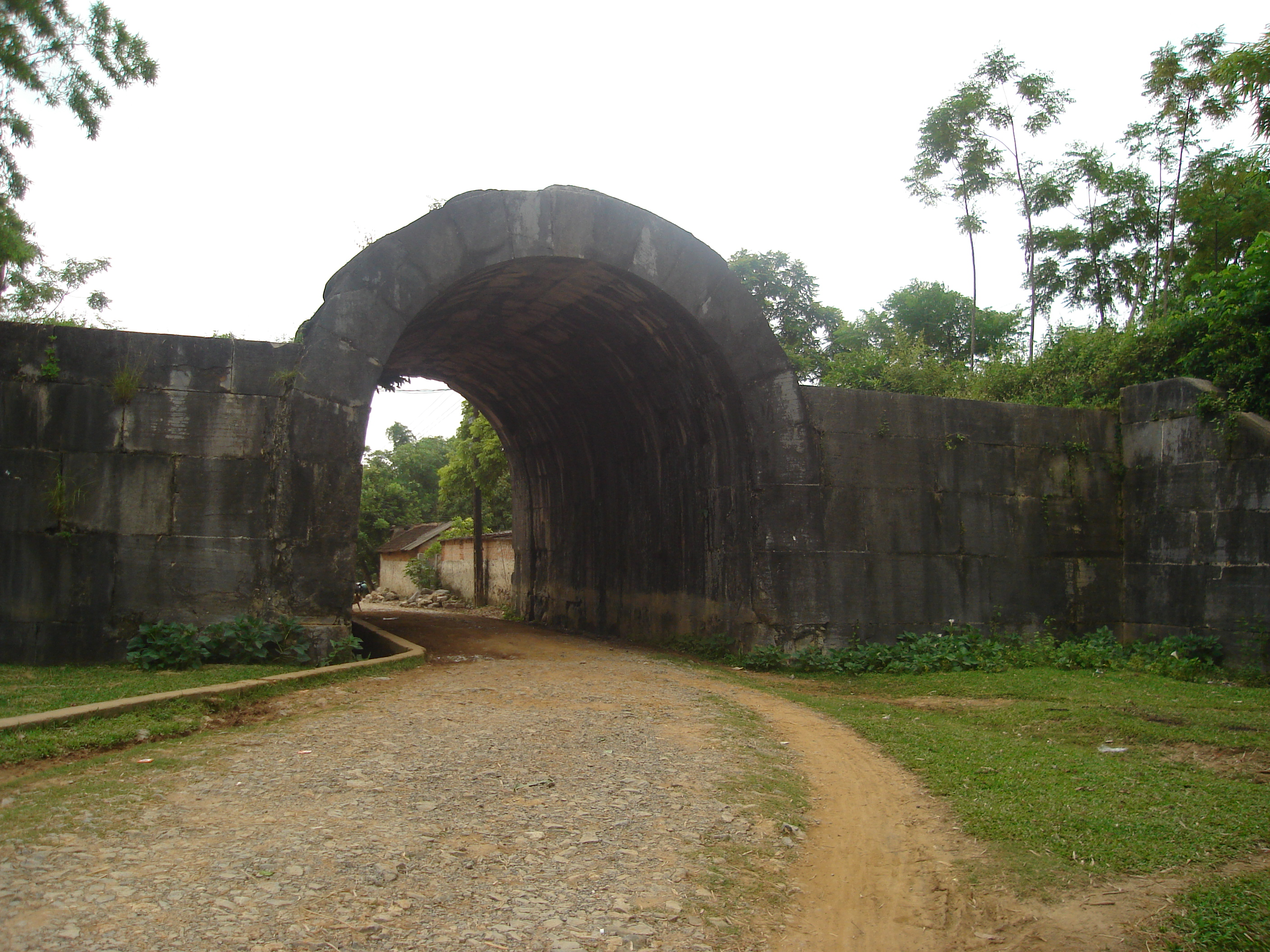
Cổng Đông
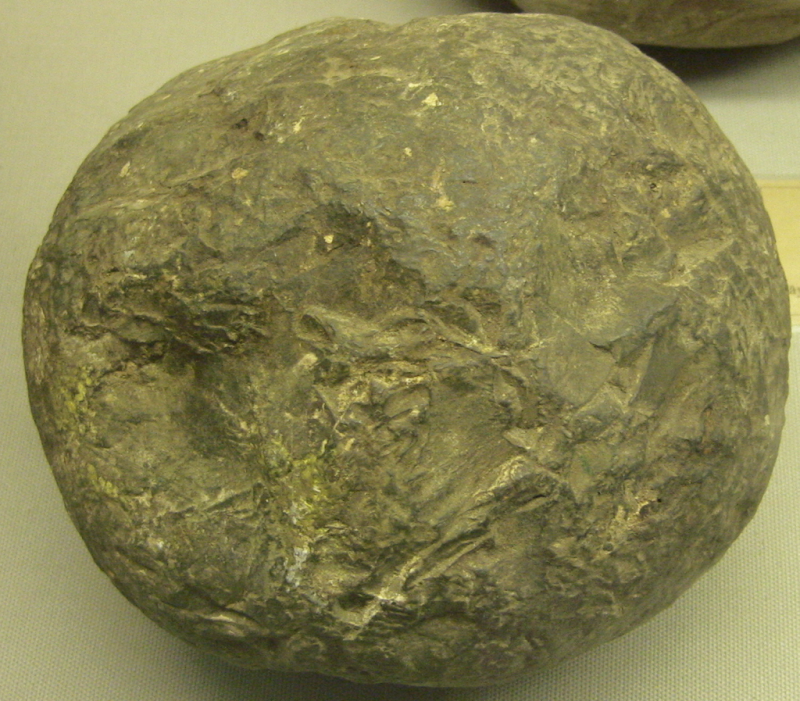
Đạn đá